# Comté de Calloway
Pour les articles homonymes, voir Calloway.
Le comté de Calloway est un comté de l'État du Kentucky, aux États-Unis, fondé en novembre 1822.
Son siège est basé à Murray.
Le comté est dry county depuis le 18 juillet 2012, sauf dans la ville de Murray où la vente d’alcool est restée légale.